# Переписи населения в России

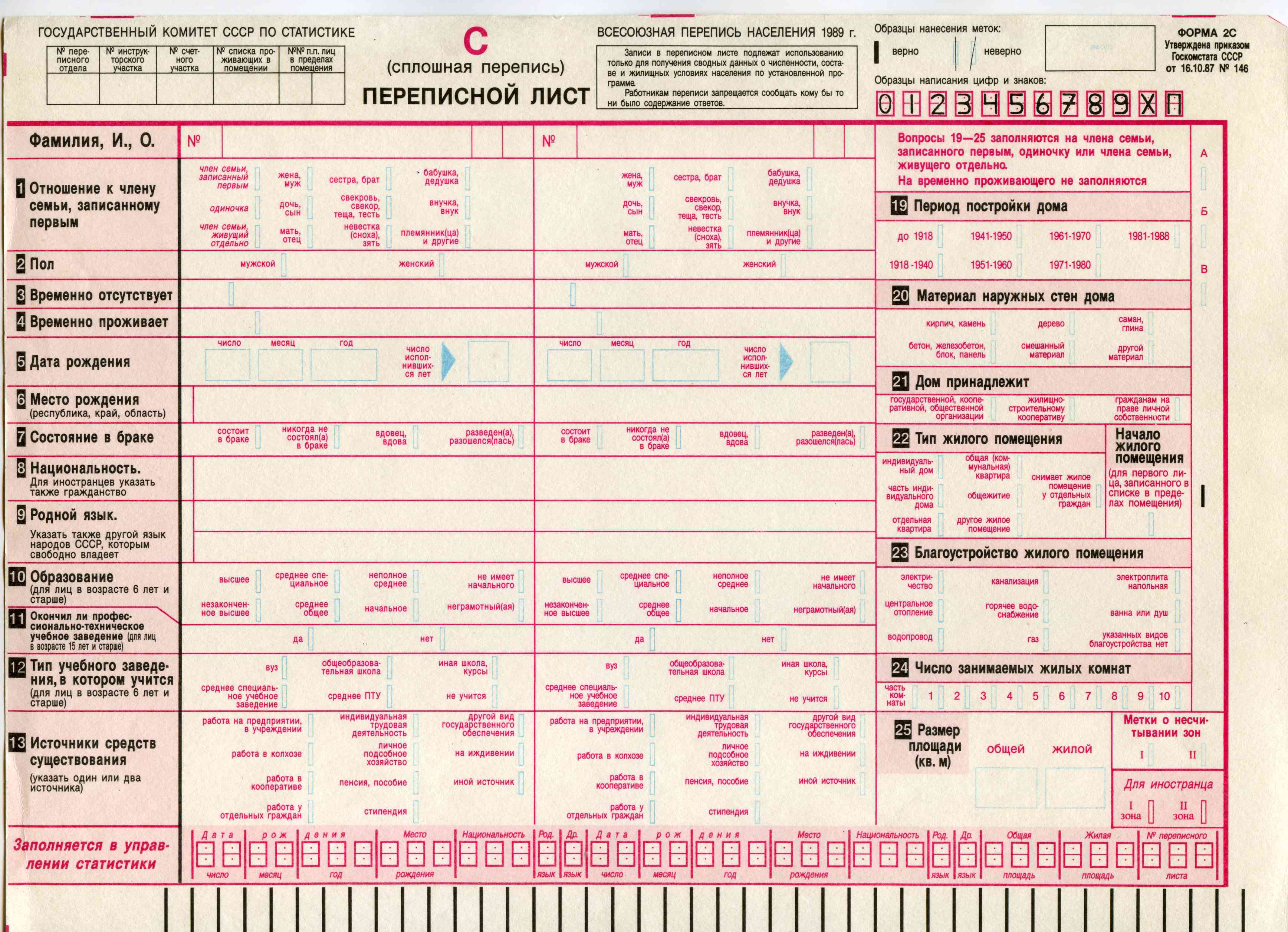
Переписной лист Всесоюзной переписи населения 1989 года (сплошная перепись)

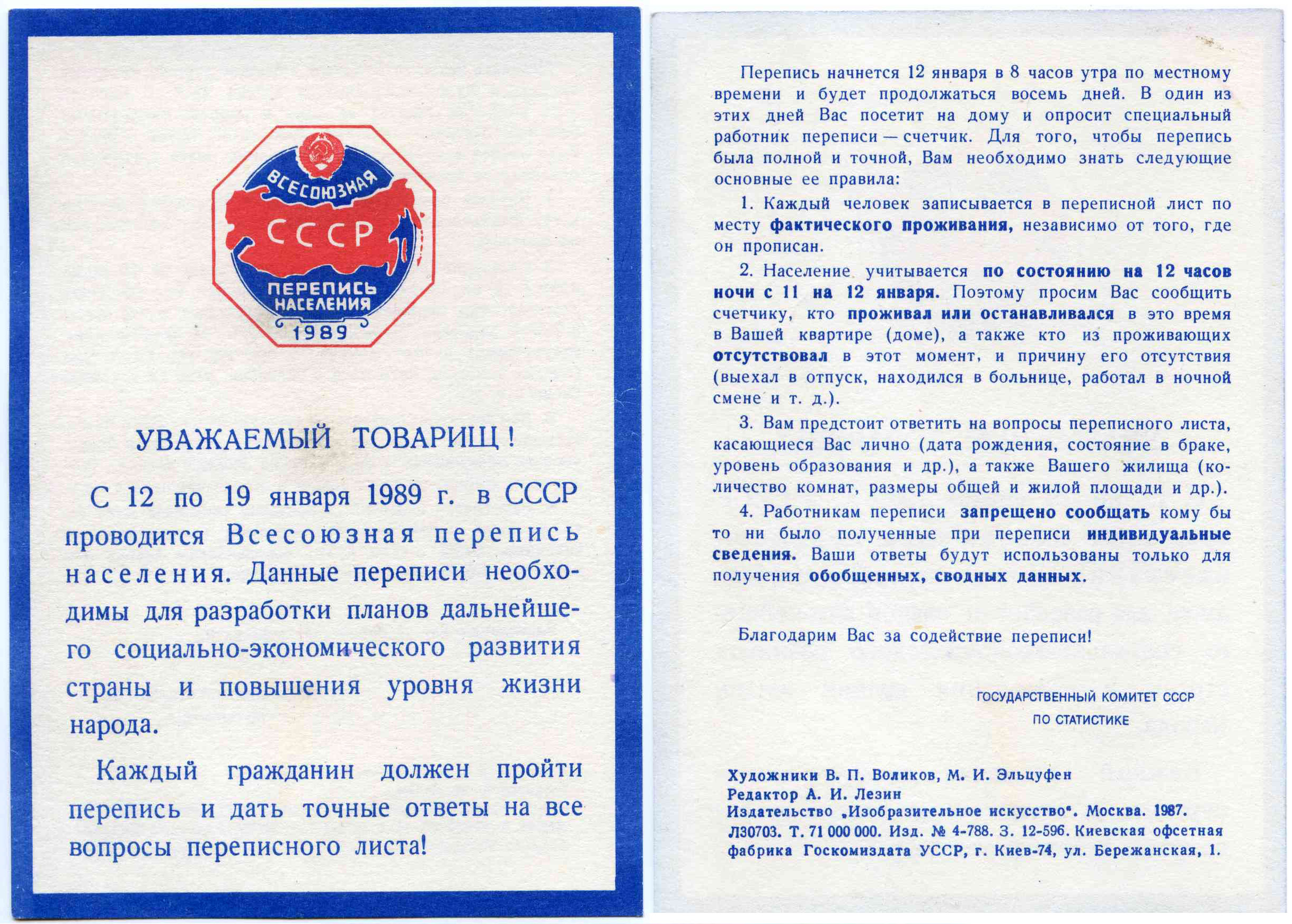
Информационный листок о Всесоюзной переписи населения 1989 года

Перепись населения в России — сбор, обобщение, изучение и распространение демографических, экономических и социальных данных, относящихся по состоянию на определённое время ко всем лицам в России и на территории её бывших государственных образований.
На протяжении многовековой истории территории переписи имели разные формы. После образования Русского централизованного государства в некоторых местах были заведены так называемые «писцовые книги», в которых имелись сведения о населении, описания городов, деревень, поместий, церквей. Объектом обложения первоначально были земельные участки, производительно используемые в хозяйстве — соха (позднее четверть, десятина). В XVII веке единицей обложения стал двор, а основной формой учёта — подворные переписи. Кроме подворных переписей, на отдельных территориях проходили и общегосударственные переписи (1646 г., 1678 г., 1710 г., Ландратская перепись 1715—1717 г.).
Указом Петра I от 26 ноября 1718 года было положено начало подушным переписям («государственным ревизиям»), которых было проведено десять с 1719 по 1858 годы.
Первая всеобщая перепись населения России была проведена по состоянию на 9 февраля 1897 года. Она оказалась единственной в Российской империи.
В советское время переписи проводились по состоянию на 28 августа 1920 г. (на территориях, не охваченных гражданской войной), на 15 марта 1923 года (городская), а всеобщие переписи — по состоянию на 17 декабря 1926 года, на 6 января 1937 года, на 17 января 1939 года, на 15 января 1959 года, на 15 января 1970 года, на 17 января 1979 года и на 12 января 1989 года.
После распада СССР очередная перепись населения России, запланированная на 1999 год, была отложена из-за финансовой нестабильности после кризиса 1998 года. Она была проведена лишь 9 октября 2002 года. Последняя перепись населения России была проведена в октябре-ноябре 2021 года.

## История

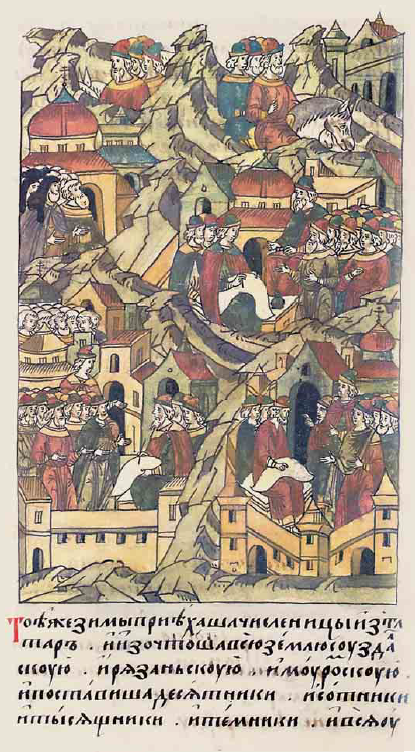
Лицевой летописный свод, 1257 год: "Той же зимой приехали переписчики из земли Татарской и переписали всю землю Суздалькую, и Рязанскую, и Муромскую, и назначили главных над десятком человек, над сотней, над тысячей, над десятком тысяч, отдав все распоряжения."

На Руси регулярный подтверждённый учёт населения начался во времена монгольского нашествия. Учёт в то время был похозяйственным: подсчитывались для обложения данью дома, или «дымы». Первая перепись, произведённая монголами относится к 1245 году. Вслед за ней было произведено ещё три переписи: в 1257, 1259 и 1273 годах. Переписи не были всеобщими, так как они не включали часть населения, освобождённую от обложения. Летописи древнейшего периода подчёркивают, что хотя ордынцы и «изочтоша всю русскую землю», однако «не чтоша попов, чернцев и кто служил святым церквам», то есть ту привилегированную категорию населения, которая была освобождена от взимания дани.
Необходимость превращения похозяйственных записей в юридический документ обуславливала собой правильность записей, подтверждением со стороны облагаемого дома-хозяйства. Далеко не всегда в «числах» правильно воспроизводились элементы хозяйства и по признанию летописца, «творяху бо себе бояре добро, а меньшим бе зло», что вызывало протесты облагаемых и необходимость повторных описаний.

### XIV—XVI века. Писцовые книги
Затем в XIV-XVI веках имели место земельно-хозяйственные описания. Результаты их фиксировались в так называемых писцовых книгах. Значение писцовых книг как документов, на основе которых производится обложение, усиливается, но они начинают носить характер поземельных описей.
Охват явлений хозяйственной жизни был очень широк — от сведений о башнях городских кремлей до известий о породах промышляемой в озёрах рыбы. Тем не менее, писцовые описания всё же не были учётами населения. В ходе их выявлялись только владельцы дворов.
Данные поземельных описей могли служить лишь временными источниками определения обложения. Торговые и промысловые занятия оставались при такой системе без обложения, что было невыгодно государственному фиску и обуславливало необходимость отыскивания новых единиц обложения. Такой единицей стал двор.
Писцовые книги занимают почётное место в ряду предшественников современной статистики. В них можно найти массу интереснейших сведений о хозяйстве Руси того времени. Однако данные их плохо систематизированы. Необычна и форма изложения: абзацы распространяются на несколько страниц.

### Дозорные книги
В XVI—XVIII веках по челобитью местного населения, просившего о «дозоре», то есть о проверке соответствия между размером оклада налогов и платёжеспособностью населения составлялись экстренные дозорные книги. Многие дозорные книги были составлены, по окончании Смутного времени. Дозорные книги охватывают следующие годы: 1615, 1623-1624, 1646 (о вновь поставленных дворах), 1671 (о выбывших), 1678, 1709-1710.

### Подворные переписи XVII века
В XVII веке единицей налогообложения становится хозяйство («двор»), а учёты населения именуются подворными переписями. Хотя такие описания проводились часто, но они носили географически ограниченный характер, охватывали небольшую территорию и определялись задачами локального порядка. Уже тогда глубокий кризис хозяйства, оскудение казны и крайняя неравномерность податного обложения в различных частях страны вызывала мысль о производстве переписи во всех частях государства по единому образцу. Идея эта не была осуществлена, хотя попытки предпринимались в конце 1620-х и 1640-х годов.
Почти каждая перепись населения оставляет о себе память. Иногда это легенды, а чаще, особенно в новое время, зафиксированные на бумаге итоги подсчётов. Результаты их с большей или меньшей полнотой описывают жизнь общества в период, когда проводился учёт.
Но память о переписи сохраняется и благодаря документам другого рода. Сейчас такие документы назвали бы «инструктивным материалом» или «заявлениями граждан», а в XVII веке они носили название наказов и челобитных. Одна из таких челобитных, поданная лета 7153 (а по современному календарю — в 1645 году) на имя 16-летнего царя Алексея Михайловича, сыграла важную роль в истории переписей.
Составлявшие её дворяне меньше всего думали о переписных делах. Заботило их совсем другое — то, что они «от служеб обедняли, и от олжали великими долги и коньми опали, а поместья их и вотчины опустели и домы их оскудели и разорёны без остатка от войны и от сильных людей». Случилось, однако, так, что челобитная эта послужила поводом для серьёзных изменений в организации учёта населения.
«Сильные мира», о которых говорилось в челобитной, были наиболее крупными землевладельцами — боярами, владевшими порой тысячами крестьянских дворов. Они нередко захватывали и укрывали крестьян, принадлежавших их более слабым соседям, а по прошествии «урочных лет» — искового срока давности в отношении сыска беглых — записывали крестьян за собой.
Не посчитаться с требованиями дворян, боярам-«сильным людям»  было нельзя, пришлось идти на уступки. Одной из них и стало решение о проведении в 1646 году переписи.
Правительственный наказ ясно определил крепостнические цели переписи. «Как крестьян и бобылей и дворы их перепишут, — говорилось в нём, — по тем переписным книгам крестьяне и бобыли, и их дети, и братья, и племянники будут крепки и без урочных лет… А которые люди, после той переписки, учнут беглых крестьян принимать и за собой держать, а вотчинники и помещики тех крестьян, по суду и по сыску и по тем переписным книгам, отдавать…».
Перепись 1646 года, в отличие от предыдущих писцовых описаний, была прежде всего учётом населения. Переписчики записывали всех облагаемых податями лиц мужского пола, включая детей (последних — с указанием возраста). Результаты переписи сослужили тогда двойную службу — стали юридической основой для ещё большего закрепощения крестьян и базой для взимания налогов. Следующая перепись была проведена в 1676—1678 годах.
Сохранилось немало документов, позволяющих воссоздать атмосферу, в которой проводились переписи, обрисовать портреты переписчиков, выяснить отношение населения к переписям. По ним можно представить себе, как проходил учёт населения в России XVII столетия.
Перепись велась прежде всего силами писцов и подьячих, служивших в московских приказах — органах центральной власти, ответственных за тот или иной участок государственных дел. Наиболее высокопоставленные подьячие занимали важные административные должности, обязанностью остальных было составление многочисленных приказных бумаг.
«Государство дворянское, — писал академик М. Н. Тихомиров, — в значительной мере опиралось на эту приказную компанию, которую, надо сказать, жгуче ненавидело население. От них шла возможность изменения в приказных документах, они производили различного рода волокиту, которая в XVII веке даже в царских документах носила название „московская волокита“… Подьячих часто разоряли во время восстаний, иногда они и гибли. С XVII века они носили очень поэтическое название — „крапивное семя“» (Тихомиров М. Н. Российское государство XV—XVII веков. М., 1973).
Для проведения переписи в том или ином уезде туда направлялся писец и несколько его помощников — подьячих, которые делились на «старых» (старших) и молодых. Работа писца была сложной, требовала специальных знаний. Поездка ожидалась длительная, и к ней серьёзно готовились.
Прежде всего, писец снабжался Наказом — инструкцией о том, как проводить перепись. Кроме того, ему вручались «приправочные книги» — копии материалов предыдущих описаний местности, в которую направлялся писец. В качестве «приправочных» во время переписи 1676—1678 годов использовались, например, переписные книги 1646 года. Понятно, что «приправочные книги» служили для писца большим подспорьем — они были и своеобразным путеводителем по местности, и образцом составления новых книг, и, наконец, средством сопоставления получаемых результатов с данными прошлых лет, а, следовательно, орудием контроля.
Местный воевода обязан был содействовать переписчикам, прибывшим в его уезд, назначить им помощников из числа местного населения и обеспечить всем необходимым, начиная с продовольствия. В 1620-е годы переписной комиссии полагалось, например, выдавать «по туше бараньей, по курёнку, да луку, чесноку, яиц и масла в скоромный день, а в постный… где какая рыба лучится».
Непосредственная работа переписчиков начиналась с того, что, приехав в станы и волости, в монастырские вотчины и поместья, они должны были «в тех вотчинах и поместьях… государев Указ (о переписи) вычитать… чтоб дворяне и дети боярские и их приказчики и старосты и целовальники приносили к ним сказки…». «Сказками» в данном случае называли отчёты о численности крестьян в крепостнической вотчине или посадских людей на тяглом дворе. Но сказки зачастую не отражали объективной картины, их составители сознательно искажали истинное положение дел.
Тяглое население, разумеется, пыталось всеми силами уменьшить размер податей, которыми оно облагалось на основе результатов переписи. Для обмана переписчиков существовали различные способы, и они были хорошо известны, перечислялись в наказах писцам, но это мало помогало. Самый простой способ, позволявший «дворы жилые писать пустыми», заключался в том, что посадские люди на период переписи просто уходили к своим родственникам или вообще на время уезжали из города, оставляя двор пустым.
Что касается дворян, то в принципе они, конечно, не могли не поддерживать проведение переписей, однако, когда дело доходило до их собственных поместий, ситуация резко менялась. Чтобы уменьшить число дворов, облагаемых податью, крестьян «из многих дворов в один переводили», огораживали два двора одной изгородью, а иногда просто скрывали дворы от переписчиков.
Подворные переписи были чрезвычайно ограничены по кругу регистрируемых признаков и не имели определённой формы и единообразных понятий не только для счёта населения, но и для имущественного и хозяйственного положения лица. Длились они от года до 10 лет, производились иногда лицами совершенно не грамотными, сопровождались поборами и порождали массовые утайки, искажения и бегство от регистрации. К этому присоединялись систематический недостаток в писцовых книгах и отсутствие единого управляющего центра деятельности писцов.
Последней подобной переписью царского времени стал 1678 год.

### Учёт населения при Петре I

#### Перепись 1710 года и Ландратская перепись
Перепись 1710 года, произведённая при Петре I, носила черты подворной переписи, но итоги её, вскрыв катастрофическое сокращение податных дворов, поставили Петра перед фактом возможного резкого сокращения государственных податей. В переписи 1710 года была сделана попытка записывать оба пола. От переписи 1678-го до переписи 1710 года численность податных хозяйств сократилась на 19,5 %. Пётр I отверг результаты переписи 1710 года и приказал принимать подати по книгам 1678-го. Одновременно он приказал произвести новую перепись, известную под именем «ландратской» (по имени должностных лиц, стоящих во главе губернии) в течение 1716 и 1717 годов. Произведённая в ряде губерний, эта перепись показала различный процесс движения, дворов и населения. Если раньше, с целью относительного сокращения налогов, были замечены массовые случаи формального объединения дворов, то ландратская перепись числовой характеристикой доказала это: процесс уменьшения хозяйств в сторону увеличения и уменьшения шёл значительно медленнее, нежели процесс изменения численности населения.
Сама перепись предопределяла резко отрицательное отношение со стороны населения и даже жесточайшие наказания за утайку не давали правительству желаемых результатов. Множество ошибок происходило из-за невежества и небрежности переписчиков, а также из-за взяток переписчикам за пропущенные дворы. С другой стороны, за недачу взятки пустые дворы записывались как жилые, были случаи пропусков целых деревень или одно и то же село переписывалось дважды.

#### Подушные переписи
26 ноября 1718 года Пётр Великий издал указ, которым предписывалось «взять сказки у всех (дать на год сроку), чтобы правдивые принесли сколько у кого в которой деревне душ мужеского пола…». Составленные подобным образом списки (сказки) были собраны лишь через три года, а затем в течение следующих трёх лет были подвергнуты проверке — «ревизии».
С тех пор учёты населения в России стали называться «ревизиями». До отмены крепостного права прошло десять ревизий: в 1719, 1747, 1767, 1787, 1808, 1811, 1825, 1835, 1850, 1859 годах (по году окончания). Они давали очень неточные сведения о населении, поскольку учитывали не фактическое число жителей, а только «приписных» из податных сословий — людей, числившихся в списках для уплаты подати налога. По этой же причине они тянулись очень долго: помещики не торопились делиться с государством трудом податного населения и задерживали подачу ревизских сказок.
В 1722 году насчитали по сказкам 5 миллионов душ. Тогда приступили к исполнению 2-го пункта указа 26 ноября, «к раскладке войска на землю», к расписанию полков по душам, которые должны были их содержать. Раскладчиками посланы были в 10 переписанных губерний 10 генералов и полковников с бригадиром. Полки предположено было разместить на «вечные квартиры» поротно, особыми слободами, не расставляя их по крестьянским дворам, для предупреждения ссор хозяев с постояльцами. Раскладчик должен был созвать дворян своего округа и уговорить их построить эти слободы с ротными дворами для офицеров и с полковыми для штаба. Новая беда: раскладчикам велено было предварительно проверить «душевые сказки». Это была вторичная ревизия сказок, и она открыла огромную утайку душ, доходившую в иных местах до половины наличных душ. Первоначально сосчитанной сказочной цифрой в 5 миллионов стало нельзя руководствоваться при развёрстке полков по душам.
В 1722 году велено было писать в подушный оклад живших при церквах сыновей, внучат, племянников и прочих свойственников, «прежде бывших и ныне при церквах не служащих попов, дьяконов, дьячков и пономарей», прикрепляя их ни за что ни про что к владельцам, на землях которых те церкви стояли. А где погосты «особь стоят», не на владельческой земле, таких церковников приписывать к прихожанам, к кому они походят, — на каких условиях, Указ не поясняет.

### Учёт населения при Екатерине II
В 1760-1760-е произошли серьёзные сдвиги в экономической, политической и культурной жизни России. Екатерина II провела ряд реформ, упразднений и преобразований, в том числе это коснулось и статистики. В ней стали проявляться черты орудия общественного познания. Появился новый тип статистических работ, направленных на получение разнообразных статистических данных о состоянии общественно-экономической жизни, — возникла так называемая познавательная статистика.
На одном из заседаний Сената Екатерина подняла вопрос о численности населения России, но мужи сенатские помялись и ответа не дали. Царица воскликнула: «великое государство не может без учёта населения жить… Этак-то устойчивых финансов у нас и не будет, ибо копейка от человека исходит, к нему же она и возвращается. Как же мне, женщине слабой, государством управлять, ежели даже в Сенате не ведают, сколь душ у меня верноподданных?»
После этого Екатерина приказала провести ревизию. Оказалось, что народ ревизий не любит, бежит с оседлых мест с детьми, скотиною и пожитками. А бежит народ, как объяснили царице, потому, что для проведения ревизии сначала в провинции засылают команды воинские, которые силой удерживают людей на местах, а уж потом наезжают чиновники и начинают перепись. Екатерине дали понять, что бежит народ из-за того, что команды воинские и чиновники мучают людей поборами да побоями… На это царица заявила: «Я бы на их месте тоже бежала!»
Екатерина поступила по-новому, постаралась народ ревизией не запугивать, а вести разъяснительную работу. Решила, что лучше через публикации оповестить власть в губерниях и провинциях, чтобы, без посылки военных и без разведения страхов, с каждой деревни собрать в письменном виде данные о наличном числе жителей. Полученные реестры послать в канцелярии воевод, воеводы — в губернские канцелярии, а губернаторы — в Сенат, где господа высокие сенаторы, общую калькуляцию и выведут.
Принципиально новый подход привёл к существенной экономии средств на проведение ревизии, к отказу от перемещений войск, а главное — показал населению, что бежать от ревизии совсем не обязательно. Однако, несмотря на благородные намерения Екатерины, народ ещё долго боялся переписи и не доверял ей.

### Переписи новозавоёванных и новозаселённых земель
В отличие от ревизий, которые сверялись с предыдущими ревизиями (переписями), на новозавоёванных и новозаселённых территориях составлялись подробные камеральные описания с подробным перечнем земель, поселений, и вероисповедания населения. На некоторых территориях (например, Крым) данные камеральных описаний легли в основу дальнейших ревизий; на других (Кавказ) некоторые камеральные описания были составлены лишь ближе к середине 19 века, незадолго до прекращения ведения ревизских сказок.
См. также Бессарабская перепись населения 1817 года.

### Учёт населения во 2-й половине XIX века
Статистические работы о числе и распределении крепостных крестьян по губерниям Европейской России велись в рамках подготовки реформы по отмене крепостного права 1861 года. Ещё в 1858 году в Санкт-Петербурге вышла работа А. Г. Тройницкого «О числе крепостных людей в России». Но обобщающей стала книга «Крепостное население в России, по 10-й народной переписи», изданная в 1861 году. Эта перепись проводилась Центральным статистическим комитетом и имела целью установить текущий состав населения и долю в нём крепостных. Перепись проходила с 1857 по 1859 год. Сведения о крепостном населении Кавказа собирались отдельно, поскольку перепись этот регион не затронула.
После отмены в 1861 году крепостного права в отдельных городах и даже целых губерниях Российской империи начали проводиться учёты населения. Они имели целью подготовиться к первой Всеобщей переписи населения, которую планировалось провести на научной основе. Практиковавшиеся с петровских времён ревизии давали весьма неточные сведения о населении и учитывали только «приписных» из податных сословий. Несовершенство этих ревизских сказок послужило, помимо прочего, основой для сюжета гоголевских «Мёртвых душ». Вопрос о смене переписных методов стоял в то время очень остро. Между тем, большая часть проводившихся тогда переписей населения в отдельных городах и даже целых губерниях представляла собой казённые полицейские «народосчисления», при которых у домохозяев просто собирали сведения о числе даже не проживающих, а прописанных в их домах жителей. Таких местных переписей было проведено не менее 200, но материалы многих из них не были опубликованы, и о некоторых неизвестно ничего, кроме года переписи. Позднее переходят к научно организованным переписям, которые регулярно проводились в Москве (1871, 1882, 1902, 1912 годах), Санкт-Петербурге (1862, 1863, 1864, 1869, 1881, 1890, 1900, 1910, 1915 годах) и других городах.
12 декабря 1871 года была проведена первая однодневная перепись населения в Москве под руководством статистика М. А. Саблина. В Москве перепись было решено провести после удачной попытки в Санкт-Петербурге. В июне 1870 года Московский городской Голова обратился к Генерал-Губернатору князю В. А. Долгорукову с просьбой выделить 6 тысяч рублей серебром на проведение однодневной переписи. Князь счёл перепись полезной, и деньги были отпущены. Однако на окончательную разработку переписи было потрачено ещё 6 тысяч рублей. Для проведения общегородского мероприятия была организована комиссия, в которую вошли многие высокопоставленные чиновники, в том числе и секретарь статистического комитета М. А. Саблин. Вместе с известным земским статистиком В. И. Орловым — Саблин способствовал учреждению статистического отделения при Московском юридическом обществе. Это отделение служило объединяющим центром русских земских статистических работ.
Первый этап переписи заключался в сборе сведений о домах — этим занимались полицейские. В их обязанности входила доставка бланков домовых листов домовладельцам и возврат их в Статистические комитеты. Составление списков квартир должно было существенно облегчить переписывание их жильцов. Эту работу проводили с конца октября и в ноябре, так как это время посчитали самым благоприятным. Саму же перепись населения наметили на декабрь. Москва разбилась на 19 участков, и на каждом закрепили главного исполнителя. Сама процедура переписи проходила без участия полиции. В период с 5 по 12 декабря счётчики сами приносили и собирали переписные листы, а в «сношения вступали» только с домовладельцами и их поверенными, да и в квартиры входили только в случае крайней необходимости. Всего в московской переписи 1871 года было задействовано 997 счётчиков, из них: студентов — 759 человек, чиновников — 152 человека из Межевой Канцелярии, Контрольной Палаты, Думы, Канцелярии Генерал-Губернатора и Казённой Палаты, 7 гимназистов, 7 учеников технических училищ, 4 семинариста и 58 частных лиц. Всем переписчикам были даны строжайшие инструкции, в которых особенно интересны некоторые выдержки: «Ночлежные дома переписать до того, как разойдутся ночевавшие в них. Посещать их, во избежание неприятностей, непременно с полицией, но не вводя её в комнаты без особой надобности (буйство, скандалы и т. п.)». В пункте 4 говорилось: «от счётчика требуется самая предупредительная любезность к тем людям, к которым он будет обращаться по делам переписи; при первом намёке на невозможность пополнить рубрики по листку, счётчик должен предложить свои услуги, при явном нежелании вписать требуемые сведения, счётчик настаивает на том, самым вежливым образом». Пункт 5 гласил: «счётчик не входит в квартиру без особенной крайней надобности». Пункт 9 предусматривал: «каждый счётчик запасается двумя карандашами: обыкновенным и синим (или красным)».
По результатам первой московской переписи населения стало понятно, что в Москве 1871 года мужчин было больше, чем женщин — 354 тысячи против 248 тысяч человек. На 100 мужчин приходилось в среднем 71 женщина. Такое соотношение, по словам Саблина, говорило о привлекательности Москвы «как промышленного, торгового и умственного центра». Столица притягивала рабочих и торговцев, а также молодёжь для обучения. В то время Москва занимала пространство в 60 вёрст[уточнить], и распространение населения по городу было неравномерным. Больше всего женщин на 100 мужчин приходилось на район Пречистенский (105 женщин) и Арбатский (100 женщин), что было обусловлено проживанием там так называемого «чистого населения» (семей). В Сретенской части города высокий процент молодого женского населения 20-25 лет (96 женщин приходилось на 100 мужчин) был по другой причине. В переулках этого района располагались женские мастерские и «дома терпимости». Всего 66 женщин на 100 мужчин приходилось на районы Якиманский и Пятницкий, а объяснялось это тем, что купечество имело очень большое количество приказчиков (мужчин) и торговую прислугу (артельщиков, рабочих, возчиков товара и прочих).
Наименьшая долы женщин была среди населения окраин города — Рогожский, Хамовнический, Серпуховский, Лефортовский районы, гда проживали служащие и фабричные рабочие. Также малая доля женщин была в центральных районах — в Кремле и в Китай городе — 37 на 100 мужчин — по причине того, то в них жили приезжие и ремесленники.
Доля детей в Москве была мала, особенно девочек, поскольку к 10-15 годам мальчиков привозили в Москву учиться в школах, ремесленных заведениях и на фабриках, тогда как женское население в столицу обучаться не вывозилось, а домашнее и пансионное образование получали только состоятельные девушки.
В группе старше 25 лет доля мужского населения уменьшалась, что объяснялось высокой смертностью и рекрутской повинностью.
Данные по вероисповеданию
Население Москвы было, в основном, православным. Среди других конфессий женщин было больше, чем мужчин.
- Раскольники мужчины — 2,1 %, женщины — 3,7 %.
- Протестанты — 1,8 % и 2,4 %.
- Католики — 1,42 % и 0,92 %.
- Иудеи — 0,86 % и 0,9 %.
- Магометан всего 0,26 %.
- Армян-григориан — 0,15 %.

Данные по семейному положению
- Вдовы составляли 17,69 % от всего женского населения, а вдовцы — только 3,3 %.
- Разведённых мужчин — 4, женщин — 23 человека.

Причина такого перекоса была не в эмансипации, а в том, что значительная часть одиноких женщин приезжала в Москву на заработок, поскольку в этом большом городе было легче прокормить себя и ребёнка. Ко всему прочему существовала высокая смертность мужского населения. Также влияло то, что повторные браки среди мужчин были более популярны, чем у женщин.
Данные по образованию и роду занятий
Грамотными были 54,1 % мужчин и 37,9 % женщин.

Крестьянское население в Москве составляло 52,8 % мужчин и 29,85 % женщин.

Купцами назвались — 3,93 % мужчин, а купчихами — 5,3 %.

Воинское население насчитывало 10,3 % от всего населения города.

#### Петербургские переписи
По данным переписи, в Петербурге в 1869 году проживали 2000 татар. При переписи населения Петербурга в 1910 году насчитывалось около 3000 человек шведов, но когда началась Первая мировая война, шведский приход Святой Екатерины в русской столице насчитывал уже около 6000 шведов, а татар к этому времени в Петербурге было 7300 человек. По данным переписи 1910 года в Петербурге, фамилия Соколов занимала седьмое место по частоте встречаемости, а из всех фамилий, образованных от неканонических имён, уступала только Смирновым.

#### Перепись населения Владивостока
13 августа 1897 года во Владивостоке закончилась очередная перепись населения, которая в том веке проходила каждые 10 лет. По данным переписи 1897 года, в городе проживало 28 тысяч 896 человек, из них мужчины составляли 24 361 человек и женщины — 4535. Эти цифры говорят о бешеной популярности во Владивостоке невест, у которых следовательно была возможность делать себе отличные партии.

#### Перепись населения Уфимской губернии
В 1865 году огромная территория Оренбургской губернии была разделена на две самостоятельные губернии: Оренбургскую и Уфимскую.
В 1864 году секретарём губернского статистического комитета стал Н. А. Гурвич. Созданная в 1865 году новая Уфимская губерния нуждалась, прежде всего, в изучении и описании, в связи с чем губернский статистический комитет под руководством Н. А. Гурвич осуществлял в 1860—1880 годах активную статистическую и издательскую деятельность.
До первой Всеобщей переписи населения Российской империи (1897) в Уфимской губернии и в городе Уфе были организованы три переписи населения (1864, 1879, 1886), которые назывались «Однодневное народоисчисление в Уфимской губернии». По программе (пол, возраст, национальность, вероисповедание, сословие, грамотность, образование), методическим установкам и по своей организации эти переписи отвечали всем требованиям статистической науки того времени. Итоги переписи 1864 года по Уфимской губернии опубликованы в 1868 году в книге «Сборник статистических, исторических и археологических сведений по бывшей Оренбургской и нынешней Уфимской губерниям». Итоги второй переписи (1879) опубликованы в 1883 году в «Справочной книжке Уфимской губернии». Результаты третий переписи опубликованы в «Уфимском юбилейном сборнике в память трёхсотлетнего юбилея города Уфы».
Источник: Статистика Республики Башкортостан: Исторический сборник./Государственный комитет Республики Башкортостан по статистике. — Уфа, Отдел копировально-множительной печати Госкомстата РБ, 2003 г. — 152 стр.

#### Переписи населения в некоторых губерниях
Вот например, в переписи населённых мест Псковской губернии 1872—1878 годов приводятся данные о Святых Горах (Святогорском монастыре) и слободе Тоболенец: «в Святых горах — мужской монастырь, две православные церкви, дворов — 4, жителей мужского пола — 15, женского нет. Есть водяная мельница, два раза в году проходят ярмарки». В некоторых губерниях (Астраханской — в 1873 году, Акмолинской — в 1877 году, Псковской — в 1870 и 1887 годах и других) переписывали жителей во всех городах. В 1863 и 1881 годах переписано население всей Курляндской, а в 1881 году — также Лифляндской и Эстляндской губерний. Таких местных переписей было проведено не менее 200, но материалы многих из них не были опубликованы, и о некоторых неизвестно ничего, кроме года переписи.
- Перепись населения в прибалтийских губерниях (1881)

#### Переписи населения Сахалина
Учёты населения на Сахалине не всегда совпадали по срокам с переписями страны. Это объясняется географическим положением островов, их историческим развитием и особенностями экономики. Мрачную славу Сахалину создала каторга (во второй половине XIX века сюда стали направлять ссыльных).
В 1890-х годах попытку переписать население Сахалина предпринял — по собственной инициативе — великий русский писатель А. П. Чехов. По данным проведённой им переписи, на острове насчитывалось 28 113 душ (единиц исчисления лиц податных сословий в Российской империи), из них женщин — 7641. Плотность населения составляла примерно 1 чел. на 2 квадратные версты. На территории трёх округов проживало 12 тысяч крестьян. В том числе «лиц, не принадлежащих к этим сословиям», было сосчитано: ссыльнокаторжных 4979, ссыльно-переселенцев — 8934, поселенцев из каторжан — 1566. Эта перепись, однако, охватила далеко не всё население: уклоняясь от регистрации из недоверия к подобным мероприятиям, исходящим от властей, жители целыми деревнями уходили в тайгу.
Статус территории, свободной для вольного заселения, Сахалин получил лишь в 1908 году.

#### Перепись айнского населения
Одним из руководителей проведённой в 1876 году переписи айнского населения был поручик Радковский. «Айнское население переписано во всех поселениях и отдельных юртах, переписью, — сказано в документах, — оказалось не охвачено только айнское селение Усуро, что в 100 вёрстах от Кусаная. В этом селении 20 юрт. Во главе селения стоит старшина». Материалы переписи начальник порта Корсаков 28 мая 1876 года направил военному губернатору Приморской области.

## Всеобщие переписи
| | Год  | Терр-ия (км2)           | Всего населения           | Место в мире | Плотн-ть на км2  | Разница           | Горожане                  | Доля              | Мужчин                   | Доля              | Женщин                   | Доля              | Крупнейший город         | Второй крупн-ий г.        | Русских                   | Доля              | Нацмены                                            | Прим.       |
| --- | ---- | ----------------------- | ------------------------- | ------------ | ---------------- | ----------------- | ------------------------- | ----------------- | ------------------------ | ----------------- | ------------------------ | ----------------- | ------------------------ | ------------------------- | ------------------------- | ----------------- | -------------------------------------------------- | ----------- |
| Российская империя                                                                                        | 1897 | 20 121 420              | 125 640 021               | 3-е          | ▬ 6.24           | ▬ 0.0%            | 16 828 395                | ▬ 13.4%           | 62 477 348               | ▬ 49.7%           | 63 162 673               | ▬ 50.3%           | С.-Петербург (1 264 920) | Москва (ок. 1 038 625)    | 55 667 469                | ▬ 44.3%           | - Малороссы - (22 380 551) - Тюрки - (13 373 867)  | [ a ]       |
| Российская Советская Федеративная Социалистическая Республика                                             | 1920 | ок. 19 651 446          | ок. 136 800 000           | 3-е          | ▲ 6.96           | ▲ 8.9%            | ок. 20 900 000            | ▲ 15.3%           | —                        | —                 | —                        | —                 | Москва (ок. 1 028 200)   | Петроград (ок. 740 000)   | —                         | —                 | - Украинцы - Белорусы                              | [ b ]       |
| Союз Советских Социалистических Республик · Российская Советская Федеративная Социалистическая Республика | 1926 | 21 176 187 (19 651 446) | 147 027 915 (100 891 244) | 3-е          | ▼ 6.94 (▬ 5.13)  | ▲ 7.5% (▼ 26.2%)  | 26 314 114 (17 442 655)   | ▲ 17.9% (▬ 17.3%) | 71 043 352 (48 170 635)  | ▼ 48.3% (▬ 47.7%) | 75 984 563 (52 720 609)  | ▲ 51.7% (▬ 52.3%) | Москва (2 025 947)       | Ленинград (1 590 770)     | 77 791 124 (74 072 096)   | ▲ 52.9% (▬ 73.4%) | - Украинцы - (31 194 976) - Белорусы - (4 738 923) | [ c ]       |
| Союз Советских Социалистических Республик · Российская Советская Федеративная Социалистическая Республика | 1937 | 21 176 187 (19 651 446) | 162 039 470 (103 967 924) | 3-е          | ▲ 7.65 (▲ 5.30)  | ▲ 10.2% (▲ 3.0%)  | 43 729 514 (—)            | ▲ 27.0% (—)       | 75 789 892 (48 726 033)  | ▼ 46.8% (▼ 46.9%) | 84 331 656 (55 241 891)  | ▲ 53.2% (▲ 53.1%) | Москва (3 798 078)       | Ленинград (ок. 2 814 500) | 93 933 065 (—)            | ▲ 58.0% (—)       | - Украинцы - (26 421 212) - Белорусы - (4 874 061) | [ d ]       |
| Союз Советских Социалистических Республик · Российская Советская Федеративная Социалистическая Республика | 1939 | 21 176 187 (19 651 446) | 170 557 093 (109 397 463) | 4-е          | ▲ 8.05 (▲ 5.57)  | ▲ 5.3% (▲ 5.2%)   | 56 125 139 (36 875 233)   | ▲ 32.9% (▲ 33.7%) | 81 694 889 (51 593 770)  | ▲ 48.0% (▲ 47.2%) | 88 862 204 (57 803 693)  | ▼ 52.0% (▼ 52.8%) | Москва (4 131 633)       | Ленинград (3 191 304)     | 99 591 520 (90 306 276)   | ▲ 58.4% (▲ 82.5%) | - Украинцы - (28 111 007) - Белорусы - (5 275 393) | [ e ] [ 3 ] |
| Союз Советских Социалистических Республик · Российская Советская Федеративная Социалистическая Республика | 1959 | 22 402 200 (17 098 246) | 208 826 650 (117 534 315) | 3-е          | ▲ 9.32 (▲ 6.87)  | ▲ 22.4% (▲ 7.4%)  | 99 977 695 (62 059 783)   | ▲ 47.9% (▲ 52.8%) | 94 050 303 (52 424 767)  | ▼ 45.0% (▼ 44.6%) | 114 776 347 (65 109 548) | ▲ 55.0% (▲ 55.4%) | Москва (5 045 905)       | Ленинград (3 121 196)     | 114 113 579 (97 863 579)  | ▼ 54.6% (▲ 83.3%) | - Украинцы - (37 252 930) - Белорусы - (7 913 488) | [ f ] [ 4 ] |
| Союз Советских Социалистических Республик · Российская Советская Федеративная Социалистическая Республика | 1970 | 22 402 200 (17 098 246) | 241 720 134 (130 079 210) | 3-е          | ▲ 10.79 (▲ 7.61) | ▲ 15.7% (▲ 10.7%) | 135 991 514 (80 981 143)  | ▲ 56.2% (▲ 62.2%) | 111 399 377 (59 324 787) | ▲ 46.1% (▲ 45.6%) | 130 320 757 (70 754 423) | ▼ 53.9% (▼ 54.4%) | Москва (6 941 961)       | Ленинград (3 949 501)     | 129 015 140 (107 747 630) | ▼ 53.4% (▼ 82.8%) | - Украинцы - (40 753 246) - Узбеки - (9 195 093)   |             |
| Союз Советских Социалистических Республик · Российская Советская Федеративная Социалистическая Республика | 1979 | 22 402 200 (17 098 246) | 262 436 227 (137 550 949) | 3-е          | ▲ 11.71 (▲ 8.04) | ▲ 8.6% (▲ 5.6%)   | 163 585 944 (95 373 867)  | ▲ 62.3% (▲ 69.3%) | 122 328 833 (63 482 780) | ▲ 46.6% (▲ 46.1%) | 140 107 394 (74 068 169) | ▼ 53.4% (▼ 53.9%) | Москва (7 830 509)       | Ленинград (4 588 183)     | 137 397 089 (113 521 881) | ▼ 52.3% (▼ 82.6%) | - Украинцы - (42 347 387) - Узбеки - (12 455 978)  |             |
| Союз Советских Социалистических Республик · Российская Советская Федеративная Социалистическая Республика | 1989 | 22 402 200 (17 098 246) | 286 730 817 (147 021 869) | 3-е          | ▲ 12.80 (▲ 8.60) | ▲ 9.3% (▲ 7%)     | 188 813 355 (108 425 580) | ▲ 65.8% (▲ 73.7%) | 135 360 790 (69 039 087) | ▲ 47.2% (▲ 46.9%) | 151 370 027 (78 361 450) | ▼ 52.8% (▼ 53.1%) | Москва (8 769 117)       | Ленинград (5 023 506)     | 145 155 489 (119 865 946) | ▼ 50.6% (▼ 81.5%) | - Украинцы - (44 186 006) - Узбеки - (16 697 825)  | [ g ] [ 5 ] |
| Россия | 2002 | 17 098 246              | 145 166 731               | 6-е          | ▲ 8.49           | ▼ 49.4% (▼ 1.5%)  | 106 429 049               | ▼ 73.3%           | 67 605 133               | ▼ 46.6%           | 77 561 598               | ▲ 53.4%           | Москва (10 382 754)      | С.-Петербург (4 661 219)  | 115 889 107               | ▼ 79.8%           | - Татары - (5 554 601) - Украинцы - (2 942 961)    | [ h ]       |
| Россия | 2010 | 17 098 246              | 142 856 536               | 9-е          | ▼ 8.35           | ▼ 1.6%            | 105 313 773               | ▲ 73.7%           | 66 046 579               | ▼ 46.2%           | 76 809 957               | ▲ 53.8%           | Москва (11 503 501)      | С.-Петербург (4 879 566)  | 111 016 896               | ▼ 77.7%           | - Татары - (5 310 649) - Украинцы - (1 927 988)    | [ i ]       |
| Россия | 2021 | 17 125 191              | 147 182 123               | 9-е          | ▲ 8.59           | ▲ 2.9%            | 110 075 322               | ▲ 74.8%           | 68 431 580               | ▲ 46.5%           | 78 750 543               | ▼ 53.5%           | Москва (13 010 112)      | С.-Петербург (5 601 911)  | 105 579 179               | ▼ 71.7%           | - Татары - (4 713 669) - Чеченцы - (1 674 854)     | [ j ]       |

### Первая всеобщая перепись населения Российской империи 1897 года
Всеобщая перепись населения Российской Империи проведена по состоянию на 28 января (9 февраля) 1897 под руководством П. П. Семёнова.
В ходе переписи учитывались три категории населения: наличное, оседлое (постоянное) и приписное. Разработка велась в основном по наличному населению.
Использовались три формы переписных листов: форма А (для крестьянских хозяйств сельских обществ), форма Б (для владельческих хозяйств и частных домов и дворов внутри селений), форма В (для городских жителей).
Программа переписи включала 14 признаков: отношение к главе хозяйства и к главе своей семьи; возраст; пол; брачное состояние; сословие; состояние или звание; место рождения; место прописки; место постоянного жительства; отметка об отсутствии или временном проживании; вероисповедание; родной язык; грамотность и обучение; занятие, ремесло, промысел, должность или служба (с выделением главного и побочного занятий и положения по воинской повинности); делалась отметка о физических недостатках.
Непосредственно участвовал в проведении этой переписи писатель А. П. Чехов — руководил группой счётчиков в Серпуховском уезде Московской губернии.
Результаты были опубликованы в двух томах «Общего свода по Империи результатов разработки всеобщей переписи населения, произведённой 28 января 1897 года» и отдельных томах по губерниям, областям, четырём городам (Санкт-Петербург, Москва, Одесса, Варшава) и острову Сахалин. Публикация длилась до 1905 года.

### Всероссийская перепись населения 1920 года
Перепись осуществлена до создания СССР, в границах Советской России. Перепись населения проведена под руководством В. Г. Михайловского по состоянию на 28 августа 1920 года одновременно с Всероссийской сельскохозяйственной переписью (сентябрь-октябрь 1920 года) и кратким учётом предприятий. Из-за территориальной нерепрезентативности (исключён Крым, Дальний Восток, горные районы Северного Кавказа и ряд других местностей, где не была установлена Советская власть и продолжались военные действия) перепись не считается всеобщей.
В ходе переписи учитывались наличное население, а в городах также постоянное население. В качестве основной формы использовался личный листок. В городских поселениях также использовались квартирная карта и подворная ведомость. В сельской местности использовался поселённый список домохозяйств.
Программа переписи включала 18 признаков (особый акцент сделан на изучении занятий и профессионального состава): пол; возраст; национальность; родной язык; гражданство (для иностранцев); место рождения; продолжительность проживания в месте переписи; брачное состояние; грамотность; образование; занятие (главное и второстепенное); положение в промысле; место работы; профессия; источник средств существования; физические недостатки; психическое здоровье; участие в войнах. Проводился учёт занятости в сельском хозяйстве, влияния на неё войны, способность к труду по своей профессии и к труду вообще.
Численность населения страны (с доисчислением по территориям, не охваченным переписью) составила 136,8 млн человек, в том числе городского — 20,9 млн (15 %).
Предварительные итоги были опубликованы в 1920—1921 годах в выпусках серии «Труды ЦСУ РСФСР». Окончательные итоги в статистических изданиях 1922—1923 и в виде отдельного сборника в 1928 году.

### СССР

#### Первая Всесоюзная перепись населения 1926 года
Первая Всесоюзная перепись населения была проведена по состоянию на 17 декабря 1926 под руководством В. Г. Михайловского и О. А. Квиткина.
В ходе переписи учитывалось наличное население (по личным листкам), а в городах семейная карта давала возможность получить сведения и по постоянному населению.
Использовались три формы: личный листок, семейная карта (только в городах) и владенная ведомость.
Программа переписи включала 14 признаков: пол; возраст; народность; родной язык; место рождения; продолжительность проживания в месте переписи; брачное состояние; грамотность; физические недостатки; психическое здоровье; занятие (с выделением главного и побочного); положение в занятии и отрасль труда; для безработных — продолжительность безработицы и прежнее занятие; источник средств существования (для не имеющих занятия). В семейной карте учитывался состав семьи с выделением супружеских пар и их детей, продолжительность брака и жилищные условия.
Разработка материалов была закончена к 1 сентября 1928 года. Разработка переписи отличалась детальностью, впервые очень подробно была изучена семья. Полные итоги были опубликованы в 1928—1933 годах в 56 томах.

#### Всесоюзная перепись населения 1937 года
Перепись населения проведена по состоянию на 6 января 1937 года.
Единственный раз в истории СССР (и впервые после 1897 года) перепись проводилась как однодневная. То есть учёт населения вёлся фактически «до» (а не «после») критической даты (момента переписи).
В ходе переписи учитывались наличное население.
В качестве основной формы впервые использован бланк списочной формы на 8 человек, заполнявшийся на квартиру.
Программа переписи включала 14 признаков: пол; возраст; национальность; родной язык; религия; гражданство; грамотность; название учебного заведения; класс или курс; окончил ли среднюю или высшую школу; род занятия (службы); место работы; общественная группа; состоит ли в браке.
Необходимо отметить, что при проведении этой переписи было произведено множество отклонений от первоначального проекта (предполагалось учитывать и постоянное население, использовать 28 признаков) и упрощений формулировок вопросов.
Данные переписи не соответствовали ожиданиям партийного руководства, а потому содержащаяся в ней информация была засекречена. В частности, численность населения составила 164 млн, в то время как предполагалось 170—172 млн. Более того, официально ещё в 1934 году было объявлено, что численность населения в СССР составляет 168 млн. Вызвал раздражение и ответ на вопрос о вероисповедании (лично вставленный в перепись Сталиным). Верующими себя назвали 50 % населения, из деревенских жителей — 70 %. Сохранившиеся предварительные результаты переписи по ряду показателей были опубликованы только в 1990 году.

#### Всесоюзная перепись населения 1939 года
Проведена по состоянию на 17 января 1939 года.
Численность населения страны составила 170,6 млн человек, в том числе городского — 56,1 млн (33 %). Разработка основных предварительных материалов переписи была механизирована и осуществлена за срок в 15 месяцев. Окончательной обработке материалов переписи помешала начавшаяся Великая Отечественная война.
Неполная разработка ряда показателей была завершена уже после войны. Наиболее часто в печати встречаются именно первые (довоенные) предварительные результаты переписи, которые по ряду показателей разнятся с теми, что были опубликованы после войны в 1947—1949 годах.

#### Всесоюзная перепись населения 1959 года
Проведёна по состоянию на 15 января 1959 года.
Вопросы методологии и организации переписи 1959 года обсуждались на Всесоюзном совещании статистиков в июне 1957 года.
Общая численность населения СССР составила 208,8 млн человек. Доля городского населения — 48 %.

#### Всесоюзная перепись населения 1970 года

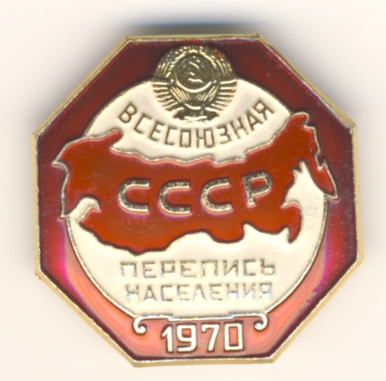
Значок счётчика, 1970

Начата в 8 часов утра 15 января и продолжалась по 22 января 1970 года включительно. Счёт населения производился по состоянию на 12 часов ночи с 14 на 15 января по местному времени.
Программа переписи 1970 года состояла из следующих форм:
- форма 1 — переписной лист сплошной переписи;
- форма 2 — переписной лист выборочной переписи;
- форма 3 — опросный лист для лиц в трудоспособном возрасте, занятых в домашнем и личном подсобном сельском хозяйстве;
- форма 4 — бланк учёта передвижения населения от места жительства до места работы или обучения.

#### Всесоюзная перепись населения 1979 года
Проведено в 0 часов 17 января 1979 года.
Тип переписи: опрос.
Категории: наличное и постоянное.
Признаки в переписном листе сплошной переписи: отношение к главе семьи, пол, причина и время отсутствия в месте переписи (для временно отсутствующих по постоянному месту жительства), возраст, семейное положение, национальность, гражданство (для иностранцев), родной язык, другой язык народов СССР, которым опрашиваемый свободно владеет, образование, тип учебного заведения (для учащихся), источник средств существования.
Признаки в переписном листе выборочной переписи: место работы, занятие по этому месту работы, общественная группа, продолжительность непрерывного проживания в месте переписи, число рождённых детей (для женщин).

#### Микроперепись населения 1985 года
Выборочное исследование социально-экономических показателей населения проводилось со 2 по 11 января и охватило 5% граждан всего СССР, за исключением жителей труднодоступных районов Крайнего Севера и Сибири. Единицей учёта, как и в переписи 1979 года являлась семья. Программа микропереписи состояла из 5 разделов и 27 вопросов, объединённых в пять разделов: сведения о каждом члене семьи (пол, возраст, национальность, образование, социальный статус, среднемесячный доход в 1984 г. и др.), сведения о браке и детях (в т.ч. ожидаемое число детей), жилищные условия, опрашиваемый также высказывал мнение о проводимой в стране демографической политике. Тем, кто работал в личном подсобном хозяйстве, также задавались вопросы об условиях, при которых они могли бы "участвовать в общественном производстве".

#### Всесоюзная перепись населения 1989 года
Последняя перепись в СССР проводилась 12 января 1989 года. По данным последней переписи, численность населения Советского Союза была 281,7 млн человек, в том числе городское население — 188,8 млн человек, или 66 процентов. Численность населения РСФСР составляла 147,4 млн человек. Отличительной её особенностью явилось то, что впервые, наряду со сведениями о населении, были собраны сведения о жилищных условиях. Это позволило получить сведения о жилищных условиях различных социально-демографических групп населения во всех районах страны, о развитии жилищной кооперации, о степени обеспеченности людей жильём и его благоустройстве.

### Российская Федерация

#### Микроперепись населения 1994 года
Исследование проводилось с 14 по 23 февраля и затронуло 5% населения. Микроперепись не затронула население Чеченской Республики. Впервые в качестве единицы учёта было выбрано домохозяйство (совместно проживающая группа лиц, ведущих общее хозяйство, не обязательно состоящих в родстве), а не семья, что соответствовало международным рекомммендациям. Опросный лист состоял из 49 вопросов, объединённых в девять разделов. Изучались жилищные условия, рождаемость, источники средств существования (включая общую сумму доходов за январь 1994 г.). Впервые в программу выборочного обследования населения были включены вопросы о занятости и месте работы, о типе семейного брака опрашиваемого, а также вопросы об ожидаемом и желаемом количестве детей. Помимо сведений о родном языке, в переписной лист вносились данные о разговорном языке, используемом дома, в учебном заведении, на работе.

#### Всероссийская перепись населения 2002 года
Численность граждан России составила 145,2 млн человек (98 % жителей страны по сравнению с 1989 годом).

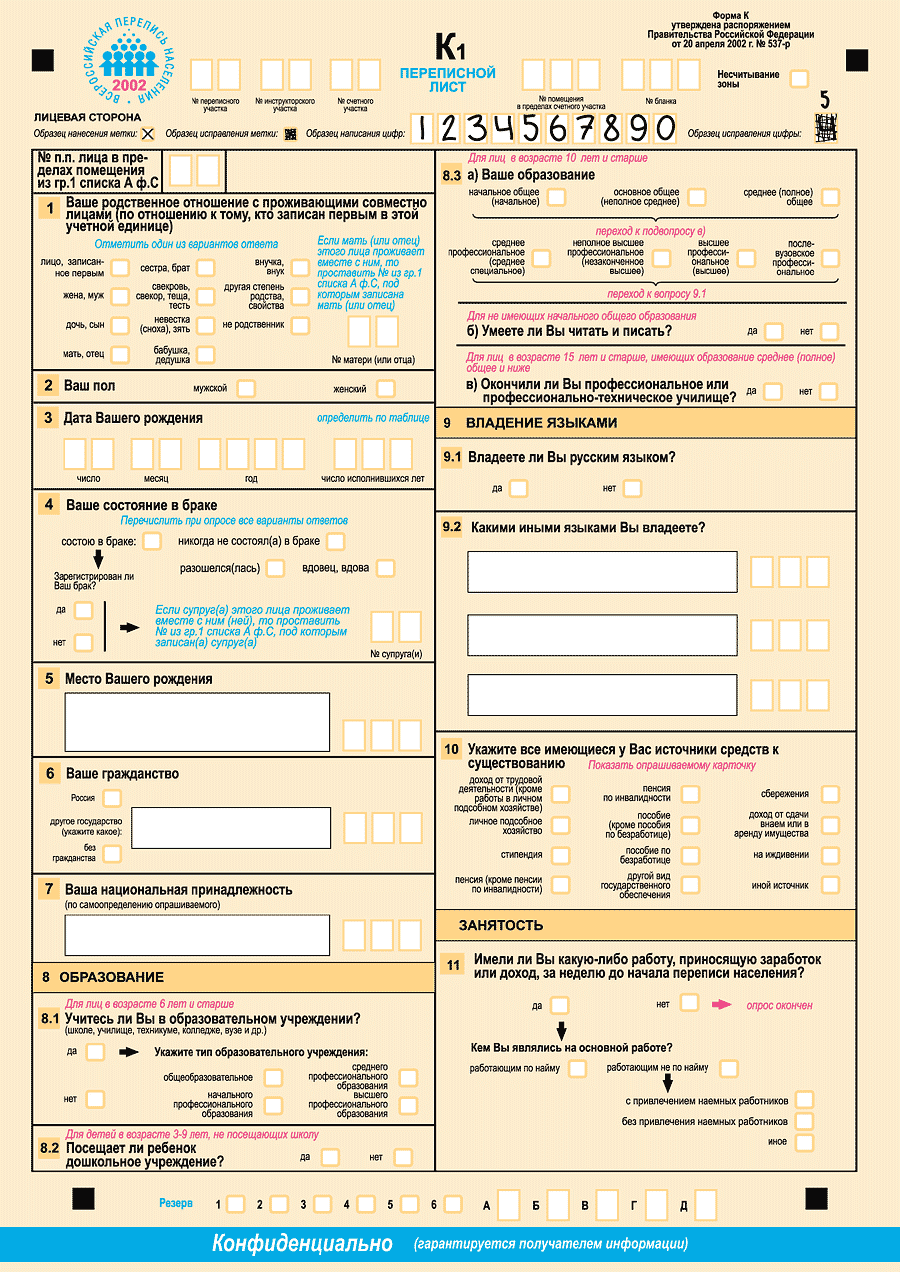
Переписной лист Всероссийской переписи населения 2002 года (краткая программа переписи)
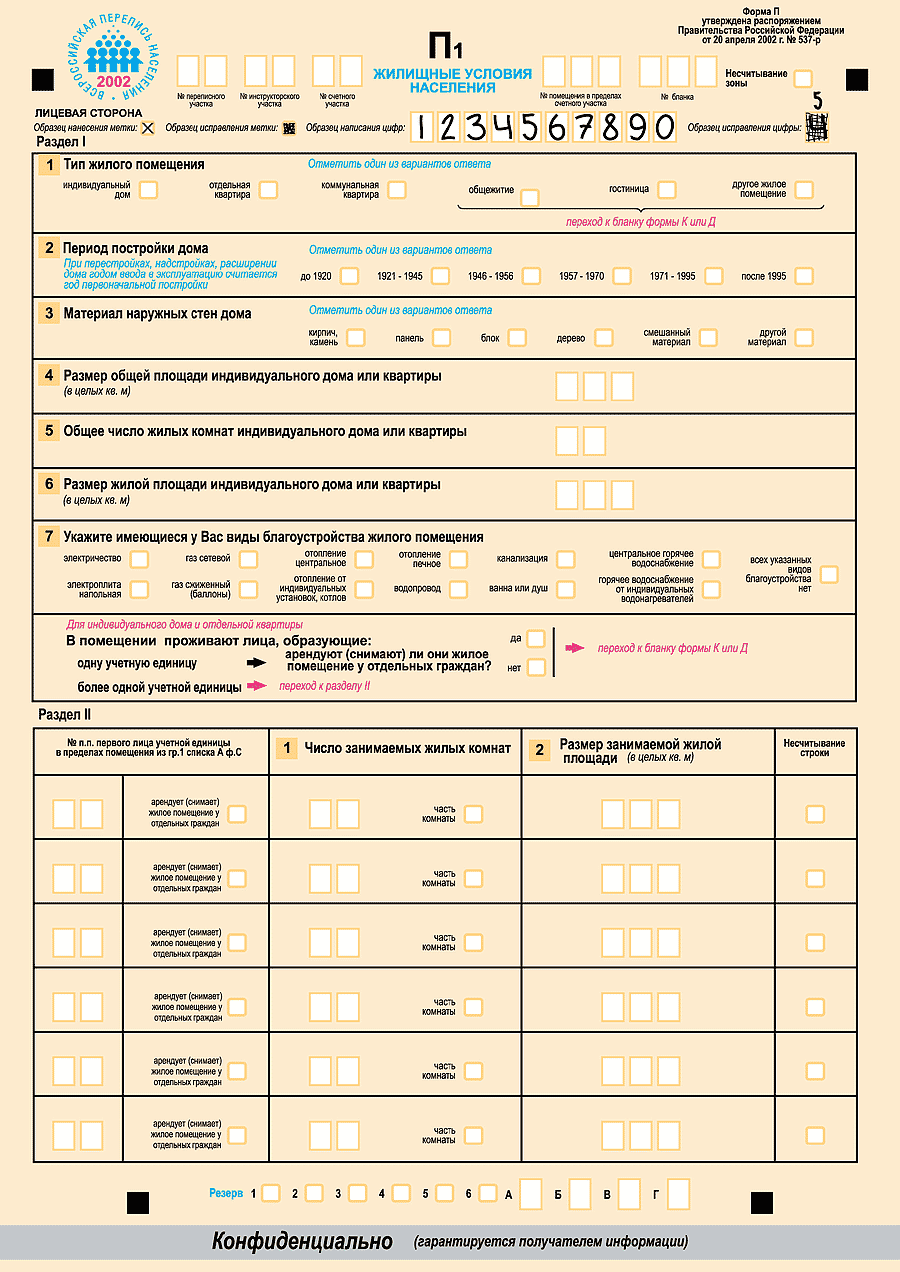
Переписной лист Всероссийской переписи населения 2002 года (о жилищных условиях населения)
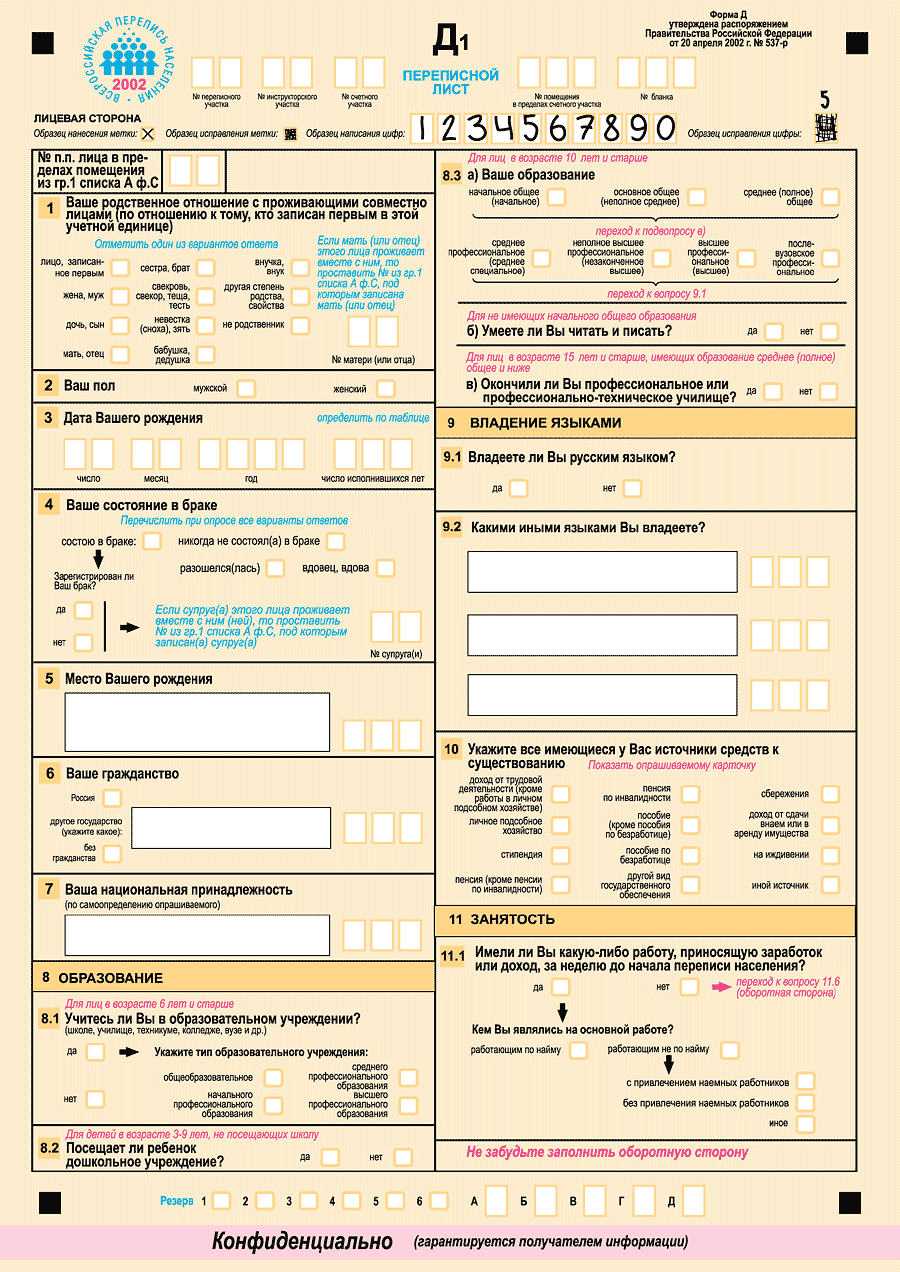
Переписной лист Всероссийской переписи населения 2002 года (расширенная программа переписи) — титул)
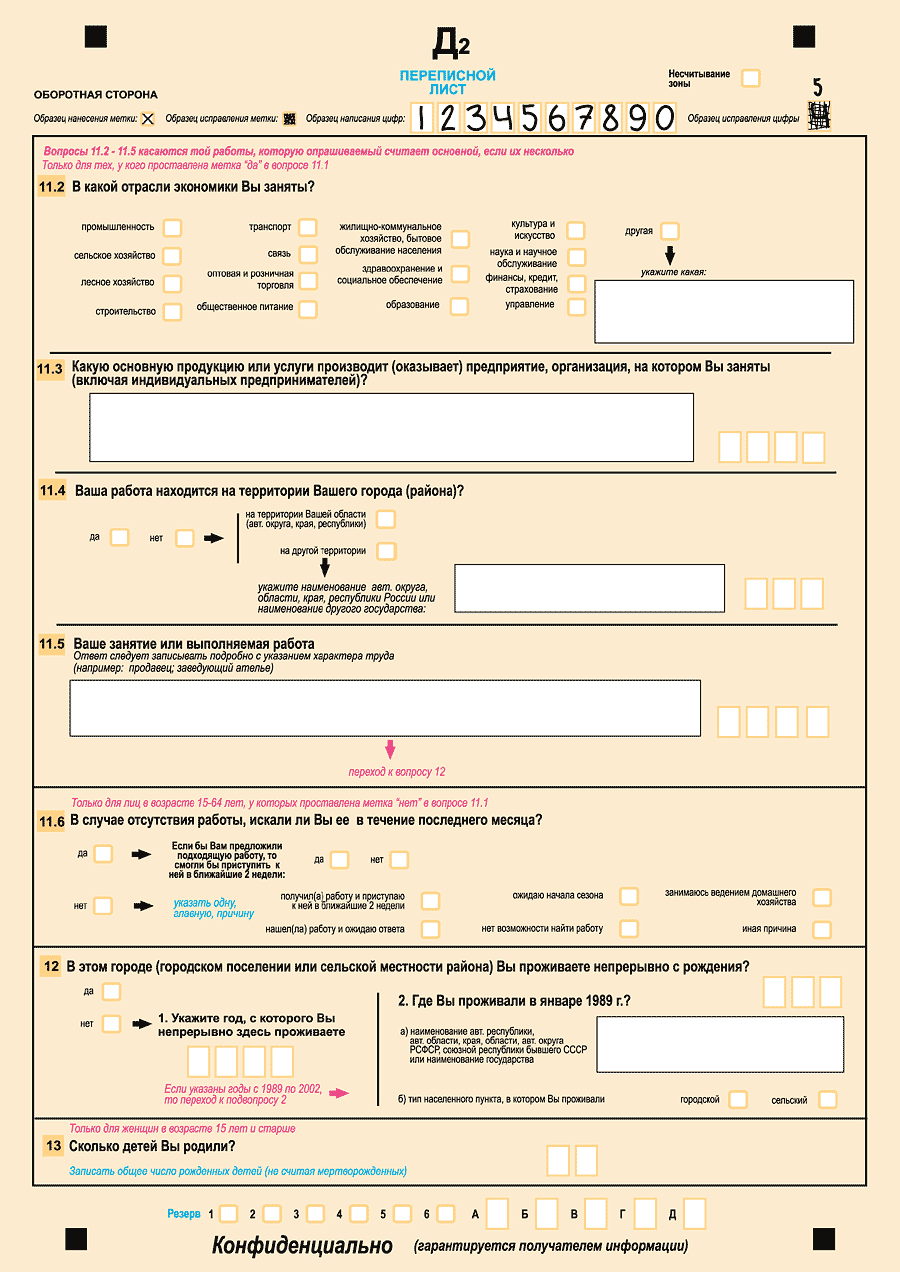
Переписной лист Всероссийской переписи населения 2002 года (расширенная программа переписи) — оборот)
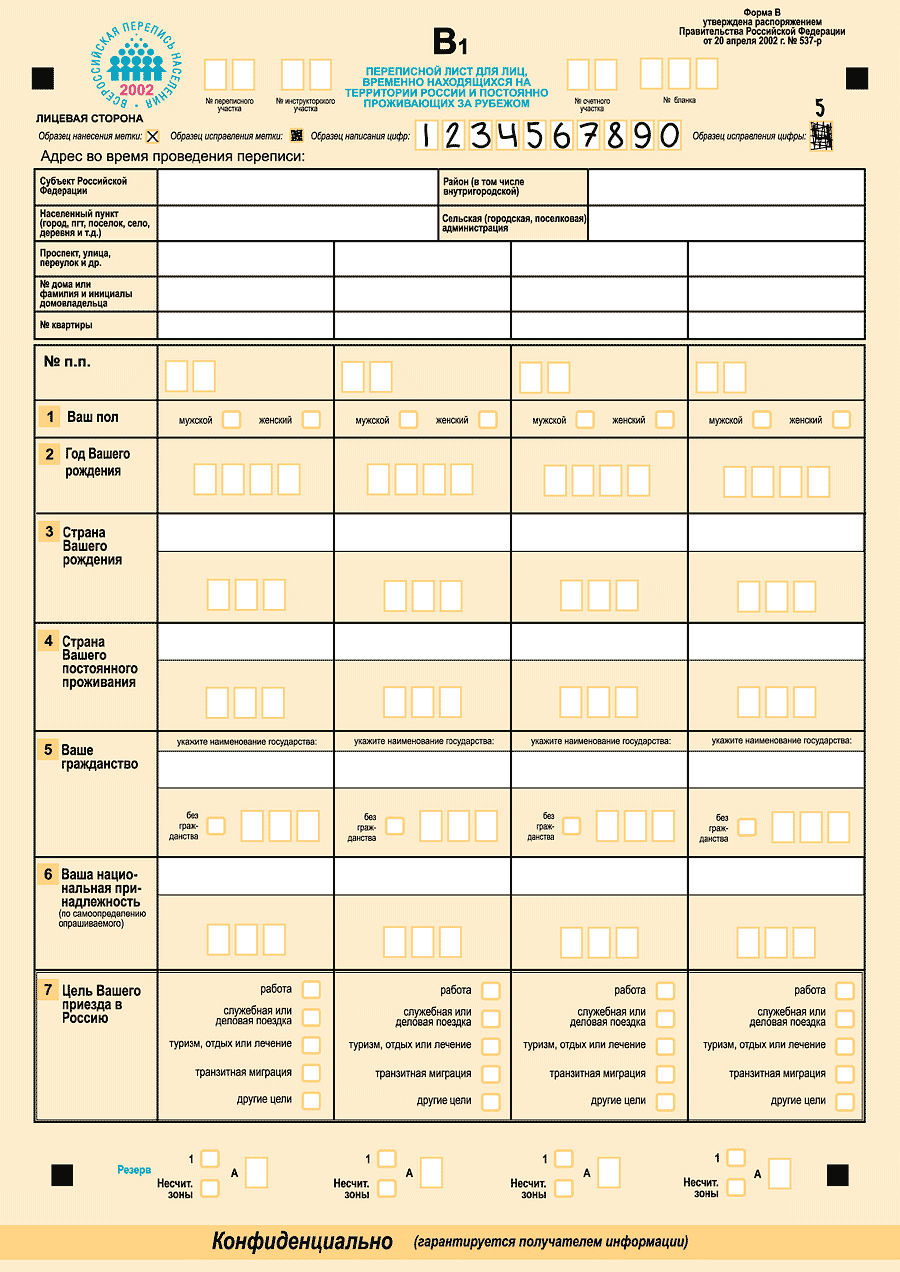
Переписной лист Всероссийской переписи населения 2002 года (для иностранцев)

#### Всероссийская перепись населения 2010 года
Проходила с 14 по 25 октября 2010 года.
По предварительным итогам переписи Архивировано 3 августа 2012 года., оглашённым в марте 2011 года, население России составило 142 905 200 человек. За время, прошедшее с переписи 2002 года, Россия перешла по численности населения с 7 на 8 место в мире.

#### Перепись населения в Крымском федеральном округе 2014 года
Проходила с 14 по 25 октября 2014 года в связи со вхождением Республики Крым и города федерального значения Севастополя в состав Российской Федерации.

#### Микроперепись населения 2015 года
Исследование проводилось с 1 по 31 октября. Первоначальная проект программы и выборки составлял 40 вопросов и традиционные 5% населения страны. Однако ввиду финансовых ограничений микроперепись в итоге содержала 28 вопросов и коснулась лишь 1,5% населения частных домохозйств (2,15 млн. человек). По сравнению с микроперписью 1994 года были расширены блоки вопросов о гражданстве и о миграции, появился новый блок о здоровье, однако важнейшие вопросы касаемо брачности и рождаемости были сокращены. Также был сокращён лингвистический блок, ромимо родного языка и языков, которым респондент владеет, необходимо было указать языки, которыми респондент пользуется в повседневной жизни, но без сферы их использования. Сокращение выборки привело к значительной вариативности по регионам, в частности занижены данные регионов с высокой численностью населения и городские агломерации. 

#### Всероссийская перепись населения 2020 года
Перепись населения 2020 года в России (ВПН-2020) прошла с 15 октября по 14 ноября 2021 года. Изначально планировалось провести перепись в октябре 2020 года, ровно через 10 лет после предыдущей, однако из-за эпидемической ситуации с COVID-19 она была перенесена сначала на апрель, а затем на октябрь 2021 года. Это первая в истории страны «цифровая» перепись населения, основным путём сбора информации в которой организаторами был выбран портал «Госуслуги», а переписчики обходили жителей с электронными планшетами и заносили результаты опроса в электронную базу данных. Однако в результате в переписи участвовало рекордно малое число жителей — всего 57 %, а большая часть данных была получена из административных источников. Такие административные данные существенно неполные в сравнении с данными опроса или самостоятельно заполненными анкетами на портале Госуслуг.

### Ожидаемые переписи

#### Микроперепись населения 2028 года
По статье 3 пункта 4 Федерального закона «О Всероссийской переписи населения» выборочное федеральное статистическое наблюдение (микроперепись) должна проводиться не позднее чем за 5 лет после Всероссийской переписи. Следующая микроперепись населения ожидалась не позднее 2026 года, однако ввиду сложности процесса получения выборочных данных из четырёх новых регионов и тестирования переноса процесса переписи в онлайн-формат, было предложено перенести микроперепись населения на два года вперёд. В сентябре 2024 года действие пункта 4 статьи 3 было приостановлено до 2029 года, таким образом следующая микроперепись ожидается в 2028 году.

#### Следующая Всероссийская перепись населения
Следующая перепись населения России ожидается не позднее 2031 года. Планируется, что впервые будут использованы административные данные Единого федерального информационного регистра населения, созданном в 2020 году, который ведёт ФНС. При этом будет сохранена «гарантия самоопределения» через предоставление гражданам права уточнить предзаполненные данные и самим внести в переписной лист сведения, которых нет в административных источниках. Отмечается, что число интервьюеров будет сокращено в два раза, а более половины вопросов анкет при обследованиях населения будут предзаполнены с использованием административных данных. Предполагается постепенно перейти к проведению обследований домашних хозяйств с использованием личных кабинетов на цифровых платформах органов власти, в том числе с использованием портала государственных услуг.